# Josef Taurer
Josef Taurer (* 16. November 1883 in Wien; † 1. August 1956) war ein österreichischer Fußballspieler aus der Frühzeit des Sportes. Er schoss sowohl das erste Tor im ersten inoffiziellen Spiel der österreichischen Nationalmannschaft 1901 gegen die Schweiz als auch den ersten Treffer im ersten offiziellen Spiel des Teams gegen Ungarn 1902.

## Karriere
Josef Taurer begann seine Karriere als Fußballspieler 1897 in der Gassenmannschaft „Jugendhort“, der auch die späteren Nationalspieler Josef Fischer, Gustav Huber und Johann Studnicka angehörten. Gemeinsam mit Studnicka bildete er später beim Wiener AC, dem Jugendhorst im Herbst 1897 beitrat, eines der stärksten linken Flügelpaare in der Frühzeit des Fußballsportes in Österreich. Mit dem WAC konnte er alle drei Meisterschaften der ÖFU um den Tagblatt-Pokal gewinnen und wurde bald in zahlreiche Auswahlmannschaft einberufen. Im ersten inoffiziellen Länderspiel Österreichs, dem Urländerspiel gegen die Schweiz am 8. April kam er als linker Flügelstürmer zum Einsatz und erzielte das erste Länderspieltor beim 4:0-Sieg. Auch beim zweiten Länderspiel Österreichs, beziehungsweise dem ersten offiziellen, am 12. Oktober 1902 stand der WACler erneut auf der linken Außenposition und erzielte wiederum das 1:0 – dieses Mal gegen Ungarn. Taurers Klubkollegen Studnicka und Huber stellten schließlich noch auf 5:0. Da Taurer bis zum sechsten Länderspiel als einziger Fußballer stets im österreichischen Nationalteam stand, kann man ihn auch als ersten Rekordnationalspieler Österreichs bezeichnen. Der Stürmer blieb bis 1908 beim Wiener AC und ließ seine Karriere schließlich bei den Cricketern ausklingen.
Nach seiner aktiven Zeit als Sportler war er noch als Fußballschiedsrichter aktiv. 1922 wurde er Stellvertretender Leiter der Fußballsektion des WAC.

## Vereine
- Wiener AC (1897–1908)
- Vienna Cricket and Football-Club (1908)

## Erfolge
- 3 × Österreichischer Meister der ÖFU: 1901, 1902, 1903

- 6 Länderspiele und 2 Tore für die österreichische Fußballnationalmannschaft von 1901 bis 1905

| Personendaten    | Personendaten                   |
| ---------------- | ------------------------------- |
| NAME             | Taurer, Josef                   |
| KURZBESCHREIBUNG | österreichischer Fußballspieler |
| GEBURTSDATUM     | 16. November 1883               |
| GEBURTSORT       | Wien                            |
| STERBEDATUM      | 1. August 1956                  |